# Хронология войны в Донбассе (июнь — август 2014)
Данная статья является частью хронологии войны на Донбассе и описывает события, произошедшие летом 2014 года.

## Лето
В ночь на 2 июня вооружёнными людьми было блокировано управление Луганского пограничного отряда. После двухдневной осады 4 июня управление Госпогранслужбы заявило о передислокации сотрудников из Луганска. Боеприпасы, хранившиеся в здании, достались сепаратистам.
2 июня произошёл авианалёт на Луганск.
Украинские военные атаковали позиции сепаратистов в Красном Лимане и к 5 июня овладели им. Сепаратисты в свою очередь сосредоточили свои усилия на контроле границы с Россией. 5 июня произошёл бой в пункте Мариновка с применением БТРа и авиации. По данным украинской погранслужбы часть нападавших атаковала со стороны российской границы, а после прибытия подкрепления к пограничникам — бежала на территорию России. Параллельно ввиду неблагоприятной обстановки украинское руководство эвакуировало ряд погранпунктов (Станично-Луганское, Краснодон, Бирюково, Свердловск, Дьяково, Червонопартизанск, Должанский и Красная Могила) на украинско-российской границе. По другим данным, украинские пограничники покинули места своей дислокации с двух застав и, уничтожив часть имеющегося оружия и переодевшись в гражданскую одежду, перешли на российскую территорию. Покинутые пункты пропуска заняли луганские сепаратисты.

### Наступление украинской армии
В начале июня украинская армия с нескольких направлений начала полномасштабное наступление на Славянск. Бои с применением бронетехники, артиллерии и авиации проходили в 25—30 км от города. Обстрелам артиллерии подвергся и сам город.
7 июня новоизбранный президент Украины Пётр Порошенко вступил в должность. В ходе своей инаугурационной речи он заявил, что не будет вести диалог с сепаратистами. Также Порошенко предложил сепаратистам сложить оружие. Сепаратисты ответили отказом.
8 июня появилась информация украинских СМИ, что сепаратисты оборудовали базу в посёлке Снежное, используя ПЗРК и пулемёт «Утёс». 9 июня боевые действия велись в районе погранзаставы Изварино. 10 июня сепаратисты взяли под контроль приграничную Дмитровку.
12 июня имели место боестолкновения между сепаратистами и силовиками в Кременной, в Снежном и Макарово.
13 июня бойцы украинских добровольческих полков «Азов» и «Днепр», а также подразделения Национальной гвардии и МВД после уличных боёв выбили сепаратистов из Мариуполя и сообщили о разгроме колонны сепаратистов в районе Степановки.
14 июня под Луганском был сбит украинский самолёт Ил-76, на борту которого находилось 49 человек (десантники 25 бригады ВДВ и члены экипажа), все они погибли. По утверждению сепаратистов, также был сбит украинский Су-24 в небе над Горловкой. В тот же день на окраине города Мариуполь сепаратисты устроили засаду, обстреляв автоколонну Государственной пограничной службы Украины. В ходе боя погибло 5 украинских пограничников, ещё семеро военнослужащих получили ранения.
В ночь на 15 июня был обстрелян город Амвросиевка, в результате чего пострадало более 20 домов погибло и ранено несколько человек. 15 июня сепаратисты отбили Станицу Луганская.
14—15 июня украинская армия овладела городом Счастье в Луганской области. 17 июня боевые действия переместились в посёлок Металлист в 10 км к северу от Луганска. В этот же день вблизи посёлка Металлист под Луганском съёмочная группа ВГТРК попала под миномётный обстрел. Звукорежиссёр Антон Волошин погиб на месте, а корреспондент Игорь Корнелюк получил тяжёлые ранения и позже скончался в больнице.

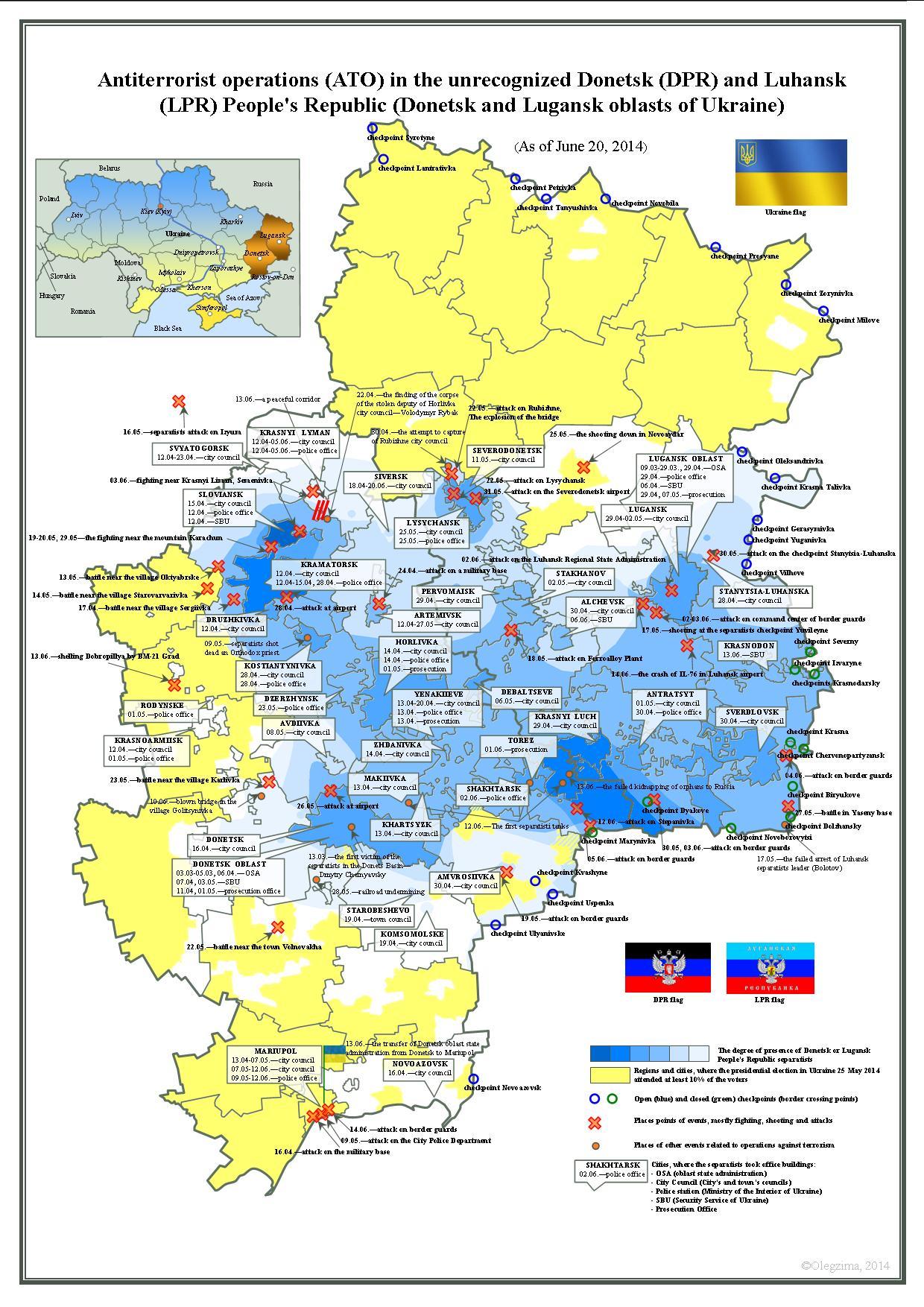
Карта боевых действий по состоянию на 20 июня 2014 года

19 июня боевые действия велись в районе Красного Лимана, Ямполя, Кировска, продолжался обстрел Славянска, где погибли 4 мирных жителя. Украинская сторона активно применяла танки. Украинская сторона заявила об уничтожении 200 сепаратистов в боях за Ямполь и Закотное. При этом в пресс-службе ЛНР опровергли заявление о серьёзных потерях. Серьёзные потери понесли и нападающие. В 25-й бригаде ВДВ погибло 12 солдат и 25 получили ранение, понесли потери и части Нацгвардии. 20 июня президент Украины Пётр Порошенко отдал приказ украинским военным о прекращении огня в Донбассе до 27 июня. Порошенко предложил сепаратистам за время перемирия сложить оружие. Также Порошенко обнародовал свой план мирного урегулирования. Согласно этому плану сепаратисты должны сложить оружие и либо сдаться, либо уйти на территорию России. После этого должна быть создана 10-километровая буферная зона на российско-украинской границе. Взамен Порошенко гарантировал свободное использование русского языка на юго-востоке Украины и досрочные местные выборы. МИД РФ и сепаратисты назвали мирный план Порошенко ультиматумом. Также сепаратисты заявили, что не считают Порошенко легитимным президентом Украины.
23 июня в Донецке прошли первые консультации об условиях начала мирных переговоров, в ходе которых стороны договорились о прекращении огня до 27 июня. В переговорах в здании облгосадминистрации участвовали посол России на Украине Михаил Зурабов, два представителя ОБСЕ, экс-президент Украины Леонид Кучма, глава общественной организации «Украинский выбор» Виктор Медведчук, премьер-министр ДНР Александр Бородай, лидер движения «Юго-Восток» Олег Царёв. Однако прекращения боевых действий не произошло.
В пятницу, 27 июня, в Донецкой народной республике заявили, что срок перемирия истёк ещё в 11:00 мск. И хотя администрация украинского лидера ранее заявляла об окончании перемирия в 23:00 мск, обстрелы Краматорска и Славянска возобновились ещё утром.
Ещё до окончания перемирия, вечером четверга 26 июня, сепаратисты атаковали блокпост силовиков в посёлке Мирный. По сообщению командующего силами самообороны ДНР Игоря Стрелкова, у силовиков были уничтожены два БТР-80, а третий удалось захватить. Кроме того, во время возобновившихся боёв под Краматорском в официальном Твиттере Донецкой народной республики было заявлено, что 27 июня сепаратисты уничтожили четыре бронетранспортёра и одну БМП украинских силовиков. В тот же день сепаратисты заняли Северск. 27 июня в Донецке прошли вторые консультации между сторонами конфликта. В ходе этих переговоров стороны договорились о продлении режима прекращения огня до 30 июня. В этот же день Президент Южной Осетии Леонид Тибилов подписал указ «О признании Донецкой Народной Республики».
28 июня председатель Республиканского собрания (Верховного совета) ЛНР Алексей Корякин сообщил, что украинские военные попытались захватить посёлок Краснопартизанск, но были выбиты сепаратистами и взяли посёлок в кольцо.
В воскресенье 29 июня трое украинских военных были убиты и четверо были ранены под гранатомётным обстрелом сепаратистами блокпоста у Славянска. Ещё два украинских солдата были убиты, когда сепаратисты напали на колонну сопровождения у Нижней Ольховой в Луганской области. Там были ранены восемь солдат. Ещё пять украинских солдат были контужены во время подрыва БМП на фугасе, который был заложен сепаратистами по пути движения украинской техники.
Кроме того, по заявлению пресс-службы ДНР, на сторону сепаратистов перешла воинская часть А1402 (Донецкий зенитный ракетный полк), на вооружении которого находятся самоходные ЗРК «Бук». О том, что в Донецке «частично» захватили воинскую часть противовоздушной обороны вооружённых сил Украины А1402, сообщило позже и интернет-издание «Украинская правда» со ссылкой на представителя пресс-центра силовой операции Алексея Дмитрашковского.
«Утром произошло нападение на часть противовоздушной обороны. Использовали гранатомёты и миномёты. Нападение было хорошо спланировано», — цитирует А. Дмитрашковского издание.
В этот же день представитель информационного центра Совета национальной безопасности и обороны (СНБО) Андрей Лысенко заявил, что сепаратисты заняли Донецкий завод химических изделий, на котором они планируют начать производство ручных осколочных гранат.
30 июня произошёл бой в районе села Ульяновки Красноармейского района с участием танка ИС-3 на стороне сепаратистов.
1 июля в 00:42 по киевскому времени президент Украины Пётр Порошенко объявил о прекращении одностороннего перемирия. МИД Украины заявил, что за время перемирия сепаратисты 108 раз нападали на силы, участвующие в операции, погибли 27 военнослужащих.
1 июля Игорь Безлер и бойцы его отряда атаковали и захватили здание областного УВД в центре Донецка, где находились лояльные украинскому государству милиционеры во главе с генералом Пожидаевым (был назначен Аваковым за три месяца до этого), с которыми сотрудничали Ходаковский и Бородай.
Один милиционер был убит, несколько ранены. Милиционеров разоружили и выгнали из здания УВД. В тот же день на брифинге премьер-министр ДНР Александр Бородай сообщил, что Игорь Безлер и его отряд не подчиняется никому и не контролируется. А помощник премьера ДНР Сергей Кавтарадзе назвал Безлера «мятежником и провокатором».
В свою очередь, министр обороны ДНР Игорь Стрелков подтвердил, что «идёт захват областного УВД, лояльного Киеву». «Перед штурмом необходимо „зачистить“ тылы», — заявил Стрелков.
2 июля пресс-офицер силовой операции Алексей Дмитрашковский сообщил, что сепаратистам удалось подбить самолёт ВВС Украины Су-24. Во время полёта над Донецкой областью был обстрелян самолёт Су-24, было сделано четыре выстрела из ПЗРК. Одна ракета попала в самолёт, загорелся двигатель. Лётчик сумел выключить двигатели, погасить пламя.
3 июля украинскими силовиками был взят под контроль населённый пункт Закотное Донецкой области.
3 июля  новым министром обороны был назначен Валерий Гелетей.
3 июля около 11 утра сепаратисты осуществили миномётный обстрел пункта пропуска «Должанский», в результате атаки были ранены девять украинских пограничников, некоторые постройки на территории КПП получили серьёзные повреждения. Несколько снарядов попали на территорию России и разорвались на территории пограничного пункта пропуска «Новошахтинск». В результате обстрела здание КПП получило повреждения. Несколькими часами позже украинская армия в ходе боёв у российско-украинской границы в Луганской области установила контроль над пропускным пунктом «Изварино». В тот же день продолжались массированные обстрелы Славянска, Краматорска, Ямполя, Семёновки и Николаевки с использованием РСЗО «Ураган» и «Град», миномётов и танковых пушек. В результате погибли и были ранены один сепаратист и несколько мирных жителей. Ночью сепаратистами был взорван мост через реку Казённый Торец на трассе Харьков — Ростов в окрестностях Славянска (деревня Семёновка). 4 июля армия отвоевала от сепаратистов Николаевку.
4 июля пресс-служба Донецкой ОГА сообщила о продолжении боевых действий в ряде населённых пунктов — в частности, в Краматорске, Славянске, а также в Артёмовском, Марьинском, Славянском, Ясиноватском районах. Город Николаевка был блокирован силовиками АТО «с целью прекращения материально-технического обеспечения боевиков Славянска». В самом Славянске, по сообщению пресс-службы, были уничтожены 6 опорных пунктов и склад боеприпасов. Продолжился обстрел горы Карачун. В Славянском районе в посёлке Семёновка был разгромлен склад боеприпасов и оружия, силовики взяли под свой контроль участок трассы Харьков-Ростов. В Краматорске периодически велась артиллерийская стрельба. Сообщалось о пострадавших среди мирных жителей. Работа городского транспорта была остановлена. В посёлках, расположенных на окраинах города, отмечались перебои с электро- и газоснабжением. Стрельба продолжалась в Артёмовском районе (Северск, Кировка, Новолуганка). В Резниковке были повреждены линии электропередач, водо- и газопроводы, отсутствовала связь. В Шахтёрском районе боевые действия велись на Саур-Могиле. Из-за стрельбы отсутствовала возможность восстановить электроснабжение в Дмитровке и Степановке.
Секретарь Совета национальной безопасности и обороны Украины Андрей Парубий 4 июля заявил, что силы АТО взяли под свой контроль 23 из 36 районов в зоне АТО.
5 июля сепаратисты покинули Славянск. Колонна бронетехники с боем прорвалась через кольцо окружения, созданное вокруг Славянска украинской армией, в Краматорск. По сообщению начальника Генерального штаба Вооружённых сил Украины Виктора Муженко, во время прорыва были подбиты танк, две БМП и две БМД сепаратистов из бронегруппы, которая осуществляла отвлекающую атаку на стеле «Славянск» и способствовала прорыву основной бронегруппы сепаратистов. По словам Стрелкова, бо́льшая часть отвлекающей бронегруппы была уничтожена. Вышедшие из окружения сепаратисты передислоцировались в Донецк и Горловку. Стрелков взял на себя обязанности военного коменданта Донецка и начал готовить город к обороне.
В тот же день Славянск перешёл под контроль украинских военных, над Славянским городским советом был поднят государственный флаг Украины. Позже стало известно, что вслед за Славянском сепаратисты оставили Краматорск, Дружковку и Константиновку, в Константиновке был поднят украинский флаг.
6 июля украинский флаг был поднят над Дружковкой и Артёмовском, артиллерия обстреляла Луганск, По словам сепаратистов, их атаковал батальон «Азов», который попытался взять высоту Саур-Могила, но был отброшен батальоном «Восток».
9 июля в эфире донецкого телевидения объявили о создании республиканской армии, за службу в которой обещали платить 5-8 тысяч гривен.
10 июля силы АТО установили контроль над городом Северском, ранее оставленным сепаратистами. Командующий сепаратистами Игорь Стрелков заявил на брифинге в Донецке, что дал приказ обстрелять аэропорт из артиллерии, однако «приказа брать аэропорт не было».
11 июля произошел ракетный обстрел украинских военнослужащих в районе населённого пункта Зеленополье, осуществлённый российскими вооружёнными формированиями с территории Российской Федерации.
Тем временем украинская армия стягивала силы к Луганску и Донецку.
12 июля Петровский район Донецка и пригород Марьинка подверглись артобстрелу. Были разрушены десятки жилых домов, имелись человеческие жертвы. В городе началась массовая эвакуация из обстреливаемых пригородов.
13 июля появились сообщения о попытке штурма Луганска украинскими частями в составе 110 танков со стороны посёлков Металлист, Роскошное, Юбилейное и Александровск. В тот же день обстрелам подверглись посёлки Марьинка, Карповка, Гольмовский и город Красногоровка. Повреждения получили гражданские объекты (школа, жилые дома), есть пострадавшие. 13—14 июля часть бронегруппы украинских войск — до 40-45 танков, БМП и САУ — прорвалась к окружённому гарнизону аэродрома Луганск.
14 июля сепаратисты сбили транспортный самолёт Ан-26 ВВС Украины близ Краснодона.
15 июля российские СМИ на основе сообщений от местных жителей опубликовали информацию, что ВВС Украины нанесли авиаудар по городу Снежное, где были сосредоточены значительные силы сепаратистов. Однако в СНБО Украины заявили, что украинская авиация не может быть причастна к бомбардировке, так как с начала поисково-спасательной операции, направленной на поиск украинских лётчиков сбитого Ан-26, ВВС Украины не осуществили ни одного вылета, в украинских СМИ появились сообщения, что это был «авиаудар, вероятно, российского военного самолёта». В российских СМИ была распространена информация, что вечером того же дня самолёты ВВС Украины нанесли авиаудар по городу Шахтёрску.
15 июля в российских СМИ появились сообщения, что украинские военные оставили ранее занятые позиции под Краснодоном, ушли из Александровки и начинают отход из города Счастье, а сепаратистам удалось восстановить блокаду аэропорта Луганска.
16 июля ОБСЕ по запросу России согласилась провести мониторинг ситуации на пропускных пунктах «Донецк» и «Гуково».
16 июля бойцы ДНР перешли в наступление около населённых пунктов Степановка, Мариновка и Амвросиевка Донецкой области. В районе Мариновки сепаратисты не дошли до украино-российской границы около полутора километров, почти блокировав тем самым всю южную группировку украинских сил. По словам сепаратистов, около Дмитриевки в окружение попали батальоны «Азов» (частично) и «Шахтёрск». Восточнее, у пограничного КПП «Изварино», в окружение попали 72-я, 24-я мехбригады и 79-я аэромобильная бригада.
16 июля командующий сепаратистами ДНР Игорь Стрелков ввёл в Донецке военное положение и комендантский час (с 23:00 до 6:00).
17 июля самолёт Boeing 777 авиакомпании Malaysia Airlines, выполнявший плановый рейс из Амстердама в Куала-Лумпур, был сбит на востоке Донецкой области в районе села Грабово недалеко от города Торез. Украинские власти обвинили в катастрофе Россию и самопровозглашённые республики на востоке Украины, при этом вторые вначале заявили о сбитии самолёта Ан-26, но с раскрытием деталей позднее заявляли, что не располагают средствами, которыми можно было бы сбить самолёт на такой высоте. Международные расследования подтвердили, что самолёт был сбит ракетой класса «земля — воздух» с использованием зенитно-ракетного комплекса «Бук-М», принадлежавшим российским военным. Уничтожение пассажирского лайнера привело к усилению международного давления на Россию.
21 июля украинские силы предприняли попытку штурма Донецка с использованием танков. Боевые действия велись в районе аэропорта и вокзала. Под удар попали рынок, супермаркет и жилые дома. Погибли 5 мирных жителей.
По словам И. Безлера, в тот же день украинская армия обстреляла Дзержинск из установок БМ-21 «Град» и попыталась войти в город; к сепаратистам прибыло подкрепление из Горловки; в Дзержинске погибли семеро сепаратистов и был разбит отряд Национальной гвардии численностью 50 человек. После этого сепаратисты оставили Дзержинск.
21 июля украинские войска взяли под контроль города Рубежное, Дзержинск и Соледар.
22 июля сепаратисты отступили из Северодонецка, Лисичанска, Кировска и Попасной. В этот же день Верховная Рада Украины призвала международное сообщество признать ДНР и ЛНР террористическими организациями.
23 июля сепаратисты заявили, что вернули контроль над Лисичанском. Два украинских штурмовика Су-25 были сбиты сепаратистами в районе Саур-Могилы. Атаку украинских военных на Горловку обороняющиеся отбили, при этом один из участвовавших в атаке танков был сожжён. Украинские войска взяли под контроль сёла Карловку, Нетайлово и Первомайское.
Готовясь к атакам противника, власти ДНР стали обустраивать бомбоубежища советских времён. Вице-премьер ДНР Андрей Пургин сообщил, что продовольственная блокада городу не грозит: «Голод нам не грозит, продовольствие на оптовых складах присутствует, некоторые торговые сети продолжают функционировать. Продукты подвозятся».
25 июля, согласно сообщению руководителя Центра военно-политических исследований Дмитрия Тымчука, Лисичанск вновь полностью перешёл под контроль украинских войск.
27 июля, по сообщению депутата Верховной рады от фракции «Батькивщина» Александра Бригинца, был нанесён авиаудар по Горловке, в результате чего был разрушен штаб одного из командиров сепаратистов Безлера.
По сообщению украинских военных, 28 июля они взяли под контроль Дебальцево и Саур-Могилу. Пресс-служба АТО сообщила о взятии Дебальцева, Шахтёрска, Лутугина и Тореза. Сепаратисты отрицают эту информацию, по их словам бои за Шахтёрск и Торез продолжаются.
29 июля канал CNN сообщил о возможном применении правительственными войсками Украины баллистических ракеты малой дальности «Точка-У» с 454-килограммовыми боеголовками и радиусом действия 89 км.
29 июля центр Донецка подвергся обстрелу украинскими силами. Основные удары пришлись на здание СБУ, парк Щербакова и по жилым домам на улице Розы Люксембург.
Вечером 30 июля министр обороны ДНР Игорь Стрелков подписал приказ о введении в Донецке осадного положения и о мобилизации стратегических ресурсов для нужд обороны города.
30 июля военный комендант Луганска Сергей Грачёв сообщил, что были найдены неразорвавшиеся части украинских баллистических ракет. Корреспондент канала ABC News Кирит Радиа, основываясь на имеющихся у него сведениях, высказал мнение, что всего было осуществлено три выстрела, целью которых были не сепаратисты, а место падения самолёта «Малайзийских авиалиний», поскольку ракеты упали в 15 км от села Грабово, где расположены обломки Боинга.
30 июля украинские военные сообщили, что взяли под контроль Авдеевку. В тот же день сепаратисты сообщили, что города Шахтёрск, Торез, Снежное, Первомайское, Иловайск, Горловка находятся под их контролем, а также, что бои продолжают идти «возле и в приграничных населённых пунктах: Красная Заря, Кожевня, Дмитровка, Степановка».
1 августа Deutsche Welle со ссылкой на неназванного представителя пресс-службы НАТО сообщило, что организация на базе данных разведки США подтверждает факт применения украинской армией баллистических ракет на востоке страны. 1 августа, согласно УНИАН, глава миссии Украины при НАТО Игорь Долгов заявил, что представители альянса не делали никаких заявлений о баллистических ракетах, а неназванный источник РИА-Новости сказал, что «на данный момент НАТО не располагает официальным подтверждением того, что баллистическая ракета была использована украинскими войсками». Позже НАТО опровергла своё заявление об украинских баллистических ракетах, назвав его «ошибкой в коммуникации».
2 августа телепередача ТСН украинского канала 1+1 сообщила, что силовики заняли Красногоровку и Старомихайловку.
4 августа, по заявлению одного из бойцов батальона «Шахтёрск», под их контроль перешла Марьинка. В свою очередь, сепаратисты сообщили, что были отбиты атаки на Красногоровку и Марьинку, а также попытка украинских подразделений прорваться к Донецку. 6 августа сепаратисты отошли из Марьинки «в Донецк, в прилегающий к Марьинке Петровский район».
4 августа СНБО сообщил, что силы украинской армии готовятся к штурму.
5 августа командование АТО объявило о передислокации своих сил к Донецку и Луганску с целью разрыва связи между ними. Наиболее напряжённые бои шли за город Шахтёрск.
7 августа председатель Совета Министров ДНР Александр Бородай объявил о своём уходе в отставку. Новым председателем Совета министров стал Александр Захарченко. В этот же день новый председатель Совета министров ДНР А. В. Захарченко сообщил, что в настоящее время бои ведутся в районе Еленовки и Амвросиевки, в южном котле «осталось 800 человек», а украинские военные удерживают «позиции в посёлке Пески и Донецком аэропорту».
8 августа сепаратистам удалось сбить украинский МиГ-29. В тот же день СНБО Украины заявил, что украинская армия заняла Круглик, Миусинск и Пантелеймоновку. Позднее сепаратисты заявили, что бои за Миусинск продолжаются, а недалеко от посёлка Пантелеймоновка уничтожена крупная колонна украинских войск.
9 августа Александр Ходаковский сообщил, что сепаратисты оставили Саур-Могилу, поскольку «с того момента, как мы стали активно применять артиллерию против нашего противника, тактическая значимость этой высоты сократилась».
9 августа Игорь Стрелков сообщил о том, что украинские силовики захватили город Красный Луч Луганской области, Донецк и Горловка оказались в окружении. В то же время Андрей Пургин заявил ИТАР-ТАСС, что «Город не блокирован. Есть коридор через Макеевку и ГРЭС», а также отметил, что Донецк «давно взят в полукольцо», однако сопротивление продолжается. В свою очередь представитель СНБО Андрей Лысенко не подтвердил взятие Красного Луча. Позднее сепаратисты заявили, что Красный Луч освобождён от украинских войск. В тот же день штаб сепаратистов сообщил, что от украинских войск освобождены 12 населённых пунктов Донецкой и Луганской областей, включая Дьяково, Нижний Нагольчик и Должанский; остаются под контролем сепаратистов КПП «Изварино» в Луганской области и 20-километровый участок границы в Донецкой области. 10 августа украинские военные снова заняли Дьяково.
10 августа штаб сепаратистов сообщил, что отбито наступление украинских войск на Иловайск, в ходе которого было уничтожено 10 единиц бронетехники. В тот же день штаб сепаратистов сообщил, что в ночь с 9 на 10 августа на трассе Горловка-Донецк группой бойцов под руководством Игоря Безлера в ходе боёв была уничтожена колонна украинских войск (более 20 единиц различной бронетехники, среди которой 3 танка), пытавшаяся закрепиться в районе Ясиноватского поста и склада продуктовых магазинов «АТБ».
К 10 августа сепаратисты смогли восстановить контроль над большей частью границы Донецкой и Луганской областей с Россией. В то же время украинская армия захватила ряд населённых пунктов, расположенных на трассах, соединяющих различные группировки сепаратистов.
11 августа председатель Совета Министров ДНР А. В. Захарченко заявил, что сепаратисты готовы перейти в наступление, поскольку украинская армия «полностью деморализована», а заявления украинских военных о «полном окружении и блокировании столицы республики» являются «обычным блефом», а его заместитель Андрей Пургин высказал мнение, что не видит смысла в переговорах с украинскими силовиками об обмене пленными маленькими группами (поскольку сепаратисты могут это делать без переговоров на высоком уровне) и предложил менять пленных по принципу «всех на всех». В тот же день сопредседатель общественного движения «Донецкая республика» Татьяна Дворядкина в интервью латвийской радиостанции Baltcom заявила, что в бою под Иловайском погибло 500 украинских военных, а в составе батальона «Азов» есть граждане Латвии.
12 августа пресс-служба ДНР сообщила, что сербский добровольческий отряд четников «Йован Шевич» отбил наступление украинских военных на трассу Луганск — Краснодон, а также уничтожил 2 танка и 1 САУ вместе с экипажами, и 1 горное орудие. В тот же день штаб ДНР сообщил о занятии украинскими военными сёл и посёлков Корсунь, Верхняя Крынка, Монахово и Криничное, а также о попытке прорваться к Макеевке, которая закончилась уничтожением 2 танков и захватом 1 БМП; кроме того он сообщил, что бои продолжаются рядом с Миусинском, с посёлком Грабское и в посёлка Новопавловки на окраине Красного Луча, сёл Фёдоровка и Зелёное, при этом по сообщению штаба посёлок находится под контролем сепаратистов, а в сёлах окружены украинские военные, уничтожено около 10 танков, 4 единицы лёгкой бронетехники и батарея «Град», а 11 августа 2 танка в Миусинске. Также стало известно, что войска ДНР подготовили 200 единиц бронетехники (имевшиеся резервы, трофейная бронетехника из «южного котла» и отремонтированная из украинских военных частей) для контрнаступления под Донецком. В свою очередь штаб ЛНР сообщил, что между Антрацитом и Красным Лучом в окружение попали подразделения 30-й и 95-й бригад украинской армии. В свою очередь представитель СНБО Андрей Лысенко на брифинге заявил, что батальоны спецназначения «Азов», «Днепр», «Донбасс» и «Шахтёрск» взяли Первомайск, Угледар, Камышеваха, Калиново, а Пётр Порошенко написал в своём твиттере, что также взят Углегорск. В этот же день представитель сепаратистов Игорь Иванов сообщил, что продолжаются бои за Иловайск.
13 августа штаб сепаратистов сообщил, что украинские войска заняли посёлок Пески, но не смогли закрепиться в Авдеевке и Марьинке, а также что продолжается бой за село Степановка.
14 августа сепаратисты вернули приграничные посёлки Степановка и Мариновка. В этот же день Игорь Стрелков подал в отставку с поста министра обороны ДНР. Его место занял Владимир Кононов. Сообщалось, что украинские вооруженные силы взяли под свой контроль один из районов Луганска, а также что был ранен командир батальона «Донбасс» Семен Семенченко.
15 августа сепаратисты сообщили, что РСЗО «Град» уничтожили ровенский батальон «Горынь», а штаб вооружённых сил ЛНР сообщил, что в пригороде Луганска была задержана «Шевроле-Нива» с 3 диверсантами, в багажнике которой находились три гранатомёта и восемь выстрелов к ним, а также семь противотанковых мин, стрелковое оружие и металлический ящик для хранения боеприпасов, целью которых было минирование участка дороги от Комиссаровка до Придорожного и срыв доставок гуманитарного груза российским конвоем. В свою очередь заместитель председателя Совета Министров ДНР Андрей Пургин заявил, что в течение дня сепаратистами было уничтожено «порядка 100 единиц» украинской бронетехники.
16 августа Пётр Порошенко у себя в микроблоге в Твиттере заявил, что украинские военные взяли Ждановку, но штаб сепаратистов сообщил, что в районе населённых пунктов Ждановка и Углегорск «идут позиционные бои». Спикер Совета национальной безопасности и обороны Украины Андрей Лысенко заявил на брифинге, что уличные бои идут в Луганске и Донецке, а по сообщению штаба сепаратистов: бои идут в районе городов Горловка, Иловайск и Моспино, а также в Луганской — Успенка; рядом с Зелёное артиллерией сепаратистов был разгромлен блокпост, а также уничтожено две единицы бронетехники, и убито 45 украинских военных; отбита попытка украинских военных блокировать транспортную магистраль между Донецком и Шахтёрском; в тот же день в районе Хрящеватое было нанесено поражение подразделениям национальной гвардии и батальону Айдар: уничтожено 2 танка, 6 единиц БМП и БТР, до 5 автомобилей, убиты 25 бойцов; разведывательная группа одного из отрядов сепаратистов в районе Саур-Могила уничтожила миномётный расчёт; общие потери украинских военных составили 2 танка, 2 артиллерийских орудия, до 10 единиц БМП и БТР, 19 автомобилей и до 135 убитыми и ранеными. Сотрудник информационного пресс-центра «Восток» с позывным «Памир» сообщил Regnum, что боевые действия продолжаются в Донецке, Енакиево, Иловайске и Луганске; на днях были освобождены Фащевка, Миусинск; 15 августа освобождены сёла Степановка и Мариновка; украинские войска выбиты из Красного Луча в сторону Дебальцево.
17 августа в своём микроблоге в Facebook Семён Семенченко отметил, что «В последние дни несмотря на странные мантры СМИ — „боевики в агонии и уже разбегаются“ — ситуация наоборот осложнилась», поскольку продолжаются «серьёзные бои на Саур-Могиле», а сепаратисты контратакуют. В этот же день Порошенко написал в Twitter, что украинские войска взяли под контроль Ясиноватую, но сепаратисты сообщили, что отбили эту атаку. Также сепаратисты сообщили, что в ходе ожесточённых боёв рядом с селом Нижняя Крынка было уничтожено 32 единицы военной техники, включая 6 установок БМ-21 «Град»; предотвращены попытки украинских войск занять Иловайск; в районе Саур-Могилы уничтожено 2 БТР; занят посёлок Червоный Жовтень; артиллерийский налёт в районе компрессорной станции севернее посёлка Хрящеватое уничтожил до 30 человек подразделения Нацгвардии; в районе посёлка Нижний Нагольчик было уничтожено 2 БТР и 14 военнослужащих противника, захвачены гаубица Д-30 и автомобиль «Камаз»; артиллерийский обстрел колонны украинской армии рядом с селом Новоанновка уничтожил 7 единиц техники, включая один РСЗО БМ-21 «Град», а также полевой склад боеприпасов; в районе посёлка Терновое артиллерийский удар по танковой роте и миномётной батарее противника уничтожил 2 топливозаправщика; в районе села Переможное обстрелами уничтожен полевой склад боеприпасов. В свою очередь спикер информационного центра СНБО Украины Андрей Лысенко на брифинге заявил, что украинским военным в боях за «жилой район Большая Вергунка в Луганске» удалось установить «контроль над зданием Октябрьского райотдела милиции», а также что «украинские военные полностью освободили город Ждановка». Лысенко добавил, что украинские военные пытаются взять под контроль Донецк, Луганск, Горловку, Первомайск, Иловайск и Красный Луч, а также удерживают высоту неподалёку от кургана Саур-Могила. В тот же день штаб сепаратистов сообщил, что бои велись и на юге Донецка, в Петровском районе. В этот же день президиум Совета министров ДНР принял «Положение о военных судах ДНР» и «Об утверждении Уголовного кодекса ДНР».
18 августа представитель СНБО Украины Андрей Лысенко заявил на брифинге, что украинские военные установили контроль над частью Луганска, а также взяли его в кольцо окружения; украинские военные заняли сёла Малоивановка и Адрианополь, Чернухино (Луганская область) и вошли в Хрящеватое; полностью заблокировали Горловку; завершают изоляцию Алчевска; ведутся бои за города Ясиноватая, Ждановка, посёлки Станица Луганская и Нижняя Крынка. Также Лысенко сообщил, что рядом с селом Новокатериновкой украинские военные впервые подверглись обстрелу из реактивной системы залпового огня «Ураган» советского производства. В эфире программы «Свобода слова» на украинском телеканале ICTV Лысенко заявил, что бои идут на улицах Луганска. «Украинская правда» со ссылкой на пресс-центр оперативного командования «Север» ВС Украины сообщила, что украинские силовики заявляют о полном окружении Луганска в течение 24 часов. В свою очередь руководитель информационного центра «Юго-Восточный фронт» Константин Кнырик заявил Интерфаксу о том, что «бои ведутся на территории, равной трети Луганска» и «определённые участки улиц постоянно переходят из рук в руки», поэтому «говорить о контроле украинских военных над частью Луганска не приходится», а штаб министерства обороны ДНР сообщил, что было остановлено наступление украинских войск на город Ясиноватая, а также, что «предотвращены все попытки взять Иловайск». Также по сообщению пресс-центра ДНР сепаратисты окружили в районе посёлка Фащевка Луганской области 80-ю отдельную механизированную бригаду ВС Украины, а штаб сепаратистов со ссылкой на руководившего операцией генерал-майора ДНР с позывным «Плохой солдат», сообщил, что при попытке выйти из окружения у села Степановка Шахтёрского района у границы с Россией была разгромлена 30-я отдельная механизированная бригада и в плен попали её солдаты, и офицеры бригады, в том числе майор и подполковник — заместителя командир В тот же день министр обороны ДНР Владимир Кононов в интервью каналу «Россия 24» сообщил, что «на данный момент Донецк не заблокирован, он заблокирован только со стороны Мариуполя и Песков», а также опроверг сведения об окружении Донецка украинскими военными заявив, что «На данный момент ситуация под Донецком я бы не сказал, что крайне критичная, но по поводу окружения — я глубоко в этом сомневаюсь», а также добавил, что «благодаря нашим солдатам мы сдерживаем наступление». Позднее Кононов заявил, что «недавно были зачищены населённые пункты Жёлтое и Красное, отражена атака на город Ясиноватая».
19 августа представитель СНБО Украины Андрей Лысенко заявил на брифинге, что украинские военные взяли под контроль один из районов Луганска и наряду с Иловайском полностью блокировали город Алчевск, а также продолжают наступление, закрепляются в пригородах Донецка, Луганска, Горловки, Первомайска и сосредотачивают усилия на удержании высот вблизи кургана Саур-Могила., а советник главы МВД Украины Зорян Шкиряк в эфире телеканала «Украина» заявил, что думает, что «в ближайшее время мы всё-таки будем говорить об освобождении Луганска». В свою очередь в штабе сепаратистов заявили, что им удалось в ходе активных наступательных действий занять населённый пункт Нижняя Крынка, расположенный между Горловкой и Донецком, а в районе посёлок Коммунар удалось обстрелять РСЗО БМ-21 «Град» и танками расположение 25-й бригады украинских ВДВ. Со ссылкой на собственную разведку сепаратисты сообщили о 12 убитых десантниках и нескольких десятках раненых. Также сепаратистам удалось выбить из Станицы Луганской роту украинских военных. Кроме того, сепаратисты отбили атаку на Иловайск, в результате которой, по их словам, украинские войска потеряли до 80 человек, около 40 единиц бронетехники, а также осколочные ранения в бедро и спину получил командир батальона «Донбасс» Семён Семенченко. Ранение Семенченко в своём микроблоге в Facebook подтвердил Арсен Аваков. В тот же день пресс-центр армии Юго-Востока по Краснодонскому району сообщил, что артиллерией в районе посёлка Новосветловка, которая занята подразделениями нацгвардии Украины в количестве до 400 человек к которым пытаются прийти на помощь бойцы батальона «Днепр», было уничтожено «не менее шести танков и одна БМП» украинских военных, а вооружённые силы ЛНР применили в бою установки залпового огня «Град».
20 августа пресс-служба нацгвардии Украины заявила, что батальоны «Донбасс», «Днепр», «Шахтёрск» и «Азов» полностью контролируют Иловайск. В свою очередь штаб сепаратистов сообщил, что украинские военные захватили лишь один из кварталов на южной окраине города; в окружение попал батальон «Шахтёрск», часть которого, по данным ДНР, при выходе из окружения потеряла 9 и ещё до 30 человек получили ранения; Подразделения Нацгвардии была предпринята попытка захватить посёлок Старомихайловка и город Макеевка, в ходе боя за которые, по данным ДНР, погибли или получили ранения около 30 украинских силовиков. По оценкам сепаратистов, общие потери украинских военных в ночь на среду составили 150 человек убитыми и ранеными, наряду с частью военной техники. Также сепаратисты заявили, что контролируют весь Луганск. Позже сепаратистам рядом с посёлком Георгиевка под Луганском удалось сбить два вертолёта Ми-24 и самолёт. В тот же день представитель штаба сепаратистов сообщил, что Иловайск освобождён от украинских военных, которые, по его словам, потеряли 40 человек убитыми.
21 августа пресс-центр спецоперации сообщил, что украинские военные обороняют Новосветловку и Хрящеватое, а также ведут бои в населённых пунктах Иллирия, Малониколаевка, Станично-Луганское, Ясиновка, Землянка. Также было заявлено, что украинские военные уничтожили авиаударами три танка, два БМД и две реактивные установки «Град» сепаратистов, а также захватили две БМД и два танка. А советник главы МВД Украины Антон Геращенко сообщил, что в ходе боёв под Иловайском погибли 16 из 64 украинских военнослужащих, а ранения получили около 50 бойцов различных спецбатальонов МВД и нацгвардии, при этом Геращенко уверял, что Арсен Аваков назвал главным приоритетом «сохранение жизни и здоровья бойцов, а не взятие Иловайска любой ценой к Дню Независимости». 24 августа. В свою очередь штаб сепаратистов заявил, что в ходе ожесточённых боёв в районе населённого пункта Георгиевка сумели уничтожить два вертолёта, два танка и другую бронетехнику; украинские военные частично закрепились на окраине Малониколаевки Луганской области и удерживают под контролем участок дороги между Красным Лучом и Лутугино; главные боевые действия происходили вблизи Иловайска; в течение ночи продолжались бои с окружённым в центральной и западной части Иловайска батальоном «Шахтёрск»; по данным ДНР, во время ночных боёв потери украинских военных составили около 30 убитыми и 50 раненными. Также министр обороны ДНР Владимир Кононов сообщил, что сепаратисты взяли под контроль населённые пункты Петровское и Мануиловку юго-западнее Снежного.

### Контрнаступление сепаратистов (август 2014)
23 августа сепаратисты сообщили о том, что украинская армия нанесла удар тактической ракетой «Точка-У» по жилым кварталам населённого пункта Ровеньки (ЛНР). Под огонь попала юго-западная часть города. Погибли четыре мирных жителя. По имеющимся данным, удар был нанесён 19-й отдельной ракетной бригадой ВСУ под командованием полковника Ярошевича.
24 августа штаб сепаратистов сообщил, что за последние двое суток уничтожены 4 системы залпового огня «Смерч», 12 установок «Град», 17 танков, более 30 боевых бронированных машин, около 50 автомобилей с боеприпасами и более 150 украинских военных. Также захвачены семь складов с большим количеством боеприпасов, материальных средств, продовольствия, изъятого нацгвардейцами у населения во время «зачисток», включая автомобили повышенной проходимости. Кроме того, штаб сепаратистов сообщил о завершении блокирования ещё двух крупных группировок украинских войск, в районе населённых пунктов Войковский, Кутейниково, Благодатное, Алексеевское, Успенка и Ульяновское (около 5 тыс. силовиков) и в районе населённого пункта Оленовское (около 2 тыс. силовиков), где по данным разведки, в окружение попали штаб 8-го армейского корпуса, 28-я и 30-я механизированные бригады, 95-я аэромобильная бригада ВСУ, а также батальоны «Айдар», «Донбасс» и «Шахтёрск».
В тот же день на площади Ленина в центре Донецка состоялся импровизированный парад уничтоженной украинской военной техники и марш около сотни пленных украинских военных. Акция имела целью пародировать военный парад в Киеве, посвящённый Дню независимости Украины, который проходил в этот же день, а также повторить марш пленных немцев по Москве, поскольку за колонной пленных двигались поливальные машины и омывали улицу. На заключительном митинге после парада председатель Совета Министров ДНР А. Захарченко торжественно объявил о начале полномасштабного наступления сепаратистов по всем направлениям. По словам главы правительства ДНР, Амвросиевка, Кутейниково, Благодатная полностью окружены. При этом он подчеркнул, что 4000 украинских силовиков попали в кольцо. А на пресс-конференции Захарченко заявил, что накануне сепаратисты начали наступать на село Еленовку и, по его словам, у украинских военных «сорок пять единиц боевой техники уничтожено, 14 единиц уже у нас». В свою очередь, в тот же день спикер СНБО Андрей Лысенко на брифинге заявил, что «за последние трое суток ни один человек не попадал в окружение» и, по его словам, украинские военные удерживают позиции и продолжают наступление.
В тот же день командир украинского батальона «Донбасс» Семён Семенченко сообщил, что украинские военные были вынуждены оставить правую сторону Иловайска, чтобы удерживать левую. Также он отметил, что «военнослужащих Украины не ввели вообще, а другие части ввели в абсолютно недостаточном количестве», указав, что ему «достоверно известно, что все приказы министром внутренних дел отданы». Также он предупредил, что дальнейшее промедление с подкреплением может привести к отказу его подчинённых выполнять приказы украинского правительства и затягиванием операции на востоке страны на неопределённо долгий срок: «АТО это годами будет идти? Кто не хочет воевать — принимайте решения, набирайте тех, кто хочет. Но это завтра. А сегодня — ждём обещанного. Или вы отобьёте у солдат, готовых воевать, желание выполнять приказы, желание побеждать». По его данным, в субботу вечером сепаратисты, которых не видно, в очередной раз обстреляли позиции батальона «Донбасс». Также он сообщил, что «отправил в Иловайск журналиста, чтобы люди знали правду», поскольку, по его словам, «всё не так радужно, как говорят по телевидению», и подчеркнул, что «многие бойцы, да и я не понимаем, что конкретно мы там делаем в таком количестве и чего ждём».
25 августа сепаратисты (по данным представителей нацгвардии) контратаковали силовиков в районе Новоазовска, при этом губернатор Донецкой области Тарута заявил, что это была передислокация украинских войск. Событие вызвало панику в Мариуполе. По сообщению телеканала Life News, мариупольский гарнизон Национальной гвардии Украины был поднят по тревоге, в городе началась спешная эвакуация силовиков и временно размещённой там Донецкой ОГА, на западном выезде из города были зафиксированы пробки. В свою очередь, в пресс-службе АТО отчитались об уничтожении 247 «террористов», двух танков, восьми бронемашин, двух установок РСЗО «Град», и одной пушки.
25 августа СБУ сообщила о задержании на востоке Украины десяти российских десантников. Министерство обороны РФ заявило, что российские военнослужащие «заблудились» и попали на Украину «случайно на необорудованном немаркированном участке». В том же месяце пленные были возвращены в Россию.
26 августа штаб ДНР отчитался о ликвидации Старобешевского полукольца и взятии Саур-Могилы. Продолжилась зачистка Иловайска и Новоазовска. Штаб[прояснить] Армии Юго-Востока отрезал Лутугино от коридора сообщения с Северодонецком, тем самым образовав новый котёл, и доложил о разведке боем под Лутугино.
К утру 27 августа ударная группировка ДНР вплотную подошла к Мариуполю, оперативный охват с юго-западного направления достиг города Розовка Запорожской области.
27 августа, по данным сепаратистов, не менее 129 солдат и офицеров Вооружённых сил и Национальной гвардии Украины сдались в плен сепаратистам в населённом пункте Старобешево. В ходе ночных боёв в Авдеевке и Ясиноватой, указывается в сообщении, украинские войска потеряли 25 человек ранеными и убитыми, а также часть военной техники — два БТР, танк и склад с боеприпасами. В районе Красногоровки уничтожены четыре реактивные системы залпового огня «Град» с расчётами, два танка и две бронированные машины. Разведка армии ДНР обнаружила в районе населённого пункта Воровское (юго-западнее Донецка) крупное сосредоточение противника, по которому были нанесены артиллерийские удары: уничтожено 11 единиц бронетехники, включая танки Т-64; потери в живой силе уточняются. В районе населённого пункта Кутейниково, говорится в сводке, в результате переговоров в плен сдались 94 военнослужащих украинской армии. В Старобешеве бойцы армии ДНР захватили четыре самоходные артиллерийские установки «Мста-С» и уничтожили 12 БМП и БТР; потери противника в живой силе составили 19 человек и более 40 раненых.
В южном направлении вооружённые силы ДНР заняли населённые пункты Новоазовского района: Маркино, Ковское, Кузнецы, Щербак, Розы Люксембург, Седово-Василевка. Сепаратисты установили полный контроль над Иловайском — по сообщениям властей ДНР, город покинули все украинские силовики: это батальоны «Донбасс» и «Азов», заняли КПП «Новоазовск» и вышли к Азовскому морю. Таким образом вся граница Донецкой области с Россией перешла под контроль сепаратистов ДНР.
28 августа на донецком направлении украинские подразделения, окружённые в районе Степановки — Амвросиевки — Степано-Крынки, безуспешно стремились вырваться из кольца. Обнаруженная разведгруппой сепаратистов колонна резервов противника, выдвигавшаяся для деблокирования окружённой амвросиевской группировки, была разгромлена огнём артиллерии и РСЗО. Уничтожено до трёх танков, двенадцати бронетранспортёров, две САУ, пять автомобилей, ранено и убито до пятидесяти силовиков.

В ходе боестолкновения с отступающими подразделениями противника в районе Новокатериновки сепаратистами уничтожено до двадцати БМП и бронетранспортёров, до пятнадцати автомобилей. Потери силовиков в живой силе составили до ста пятидесяти человек убитыми и ранеными.

В результате огневого поражения артиллерией сепаратистов позиций противника в районе Ждановки уничтожены один танк, пять бронетранспортёров, четыре автомобиля с боеприпасами и ГСМ, а также до тридцати украинских военных убито и ранено.

На Мариупольском направлении сепаратисты ДНР заняли город Новоазовск. По сообщениям сепаратистов ДНР, дорога на Мариуполь фактически открыта.
На Луганском направлении отдельные боестолкновения происходили вблизи Хрящеватого и Новосветловки. Отражено наступление подразделения нацгвардии на позиции сепаратистов, обороняющих населённый пункт Металлист. В ходе боя потери противника составили до 25 человек.
29 августа основные усилия украинских силовиков сосредоточивались на попытках деблокирования окружённых группировок.
На Донецком направлении осуществлялись активные попытки выхода из котлов в районах Многополье, Агрономичное, Старобешево.
Группировкой силовиков в составе до двух батальонов, усиленных пятнадцатью танками, была предпринята попытка прорыва из окружения в районе Осыково. Огнём реактивной и ствольной артиллерии армии ДНР по выдвигающейся колонне был нанесён огневой удар. Колонна была остановлена и рассеяна на отдельные группы, уничтожено до двадцати единиц бронетанковой и автомобильной техники.
Окружённой в районе Старобешева группировкой противника, численностью до батальонной тактической группы, была предпринята безуспешная попытка прорыва через Новокатериновку. После понесённых потерь украинские войска были вынуждены отступить в направлении Ленинского. В ходе боестолкновения уничтожено до пяти единиц бронетехники.

В результате неудачной танковой атаки противника на позиции армии ДНР вблизи посёлка Чумаки было уничтожено пять боевых машин.
При попытке нанесения авиационного удара по позициям подразделений ДНР в районе Новокатериновки с применением ПЗРК были сбиты два штурмовика Су-25. Кроме того, были ещё сбиты два Су-25 у населённых пунктов Войково и Мережки. Позже украинская сторона подтвердила информацию лишь об одном сбитом штурмовике.
На мариупольском направлении силами сепаратистов удерживаются позиции в районе населённых пунктов Щербак, Люксембург, Новоазовск. В течение дня украинские военные укрепляли оборону Мариуполя, возводя инженерные сооружения и минируя танкоопасные направления.
На луганском направлении украинские военные активных наступательных действий не вели, сосредоточив основные усилия на удержании ранее занимаемых рубежей. Южнее Луганска силами сепаратистов были захвачены населённые пункты Славяносербск, Крымское, Новосветловка и Хрящеватое.
30 августа на Донецком направлении командование украинских войск после неудавшейся попытки прорыва из окружения, в условиях предоставленного сепаратистами режима «прекращения огня», с 15:00 осуществляло эвакуацию личного состава, а также раненых и убитых, задействовав при этом 53 автомобиля.
Также штаб ДНР заявил о взятии Волновахи, образования второго кольца окружения украинской группировки и что в связи с этим прорывом Киев окончательно утратил контроль над участком фронта между Донецком и Мариуполем.
В центре самого Донецка было совершено покушение на главу ДНР Александра Захарченко. Сам он не пострадал, однако водитель машины, на которой он ехал, получил ранение.
На мариупольском направлении подразделения ДНР, совершив манёвр и обойдя Мариуполь с северной стороны, установили контроль над участком автодороги между населёнными пунктами Мангуш и Осипенко, затем вышли к побережью Азовского моря и заняли посёлок Ялта.
На луганском направлении действия войск противника носили в основном оборонительный характер. Боестолкновения сепаратистов с киевскими силовиками происходили в окрестностях населённых пунктов Шишково, Станично-Луганское, Иллирия, Брянка, Красный Луч. Подразделения Армии Юго-Востока выбили противника из Приветного, Новосветловки и Лутугино (бои в окрестностях Лутугино продолжились).
За 31 августа в ходе боёв с отступающими подразделениями силовиков сепаратистами были заняты населённые пункты Благодатное, Новоамвросиевское, Артёмовка, Семёновское, Металлист, Многополье, Кобзари, Третяки, Широкое, Зелёное, Грабское и Павлоградское. По состоянию на 16:00 начался полномасштабный штурм аэропорта Донецка.

Также поступило сообщение о полной ликвидации котла под Иловайском.
На луганском направлении в течение дня велись бои за аэропорт Луганска. Разрушены два полевых укрепления, выведено из строя 3 автомобиля и убито до 5 военнослужащих противника. В результате действий сепаратистов остатки подразделений батальона «Айдар» понесли потери и были выбиты с территории аэропорта.
Общие потери украинских военных за этот день составили до 6 танков, 7 БМП и БТР, 12 единиц автомобильной техники, до 15 миномётов, 5 РСЗО, до 97 человек убитыми и ранеными. 1 сентября штаб ДНР сообщил о ликвидации двух катеров госпогранслужбы Украины, совершивших 31 августа обстрел Новоазовска.